# 瓦德河
55°34′46″N 8°19′08″E / 55.5795°N 8.3190°E

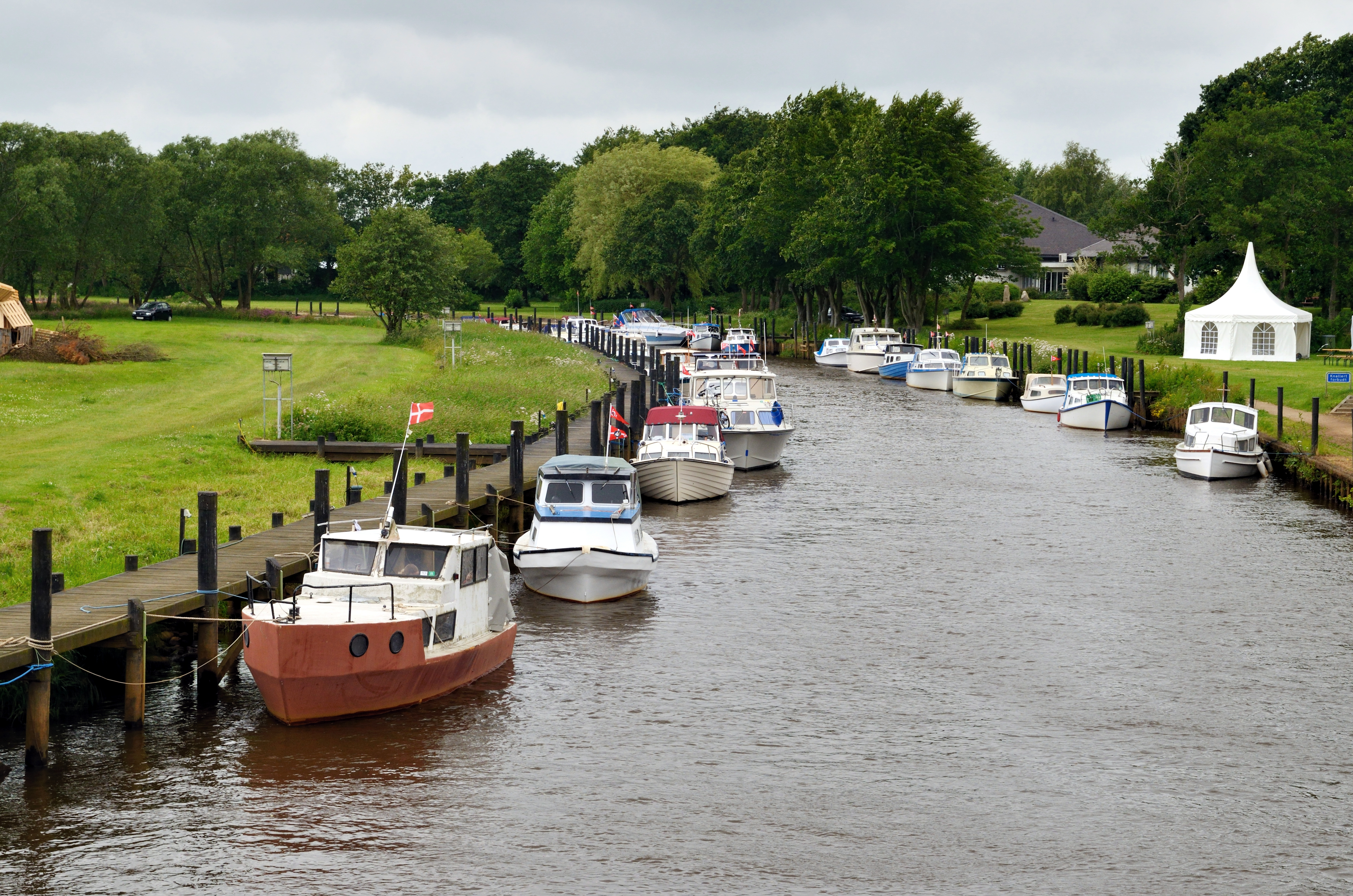

瓦德河（丹麥語：Varde Å），是丹麥的河流，位於日德蘭半島，處於南丹麥大區，流經瓦德市镇和埃斯比約市鎮，最終注入北海，河道全長40公里，流域面積1,088平方公里，最終注入北海。